# 朱祐楑
淮莊王朱祐楑（1500年—1537年）。淮康王朱祁銓之孙子，清江端裕王朱見澱的次子，定王朱祐棨的弟弟。明仁宗之玄孙。明朝第四代淮王。

## 生平
长兄朱祐棨袭封淮王后，曾要求朝廷册封朱祐楑为清江王，但遭到礼部拒绝，朱祐楑随后被册封为镇国将军，仍然奉祀父亲的清江王府。
1525年，因为长兄朱祐棨无嗣而终，朱祐楑繼承哥哥的王位，成为明朝第四代淮王。朱祐楑1537年去世，諡號莊王。

## 子女
- 嫡长子淮憲王朱厚燽，嫡出
- 嫡次子高安恭僖王朱厚炅，嫡出
- 庶三子上饶恭惠王朱厚熻，庶出
- 庶四子吉安肃简王朱厚㸋，庶出
- 庶五子广信顺恭王朱厚，庶出
- 庶七子嘉兴王朱厚爖
- 嫡八子绍兴王朱厚爀
- 长女南城郡主，嫁吕煥